# Gabriella Rossi Remedi
Gabriella Rossi Remedi (La Spezia, 24 gennaio 1936) è un soprano, direttrice di coro e maestra di canto italiana.

## Gli esordi
Inizia gli studi musicali di pianoforte nell'immediato dopoguerra. Contemporaneamente si interessa alla pittura e alla scultura (a tredici anni partecipa alla mostra biennale dei pittori del golfo della Spezia dove espone due opere che ottengono la segnalazione tra le giovani promesse) ma ben presto la carriera musicale prenderà il sopravvento. A quindici anni si interessa al canto gregoriano e dirige il coro giovanile della cattedrale della Spezia.

## La carriera artistica
Gabriella Rossi Remedi ha dato vita a molte attività culturali in campo musicale con alcune sue composizioni. Negli anni orienta sempre più il suo impegno nell'ambito del canto. Dirige la corale La Spiga di Parma della Pontificia Opera di Assistenza. Presenta con Enzo Tortora il Festival della Canzone Italiana alla Spezia e con Tullio Madrignani il Festival della Canzone Italiana a Montecarlo. Si diploma in Canto artistico presso il Conservatorio di Parma e in Canto didattico presso il Conservatorio di Milano con il massimo dei voti. Il 28 ottobre 1968, presso l'Auditorium Antoniano di Roma ottiene, in qualità di direttore del Coro dell'Unione Corale La Spezia (incarico che ricopre dal luglio 1968 a maggio 1971) il 1º premio assoluto per la categoria voci miste alla Rassegna Nazionale di polifonia vocale indetta dall'O.R.S.A.M..
Solista in numerosi concerti in Italia e all'estero con il Trio di Musica da Camera della Spezia, è stata insegnante titolare della cattedra di Canto artistico e didattico presso la Civica Scuola di Musica di Milano dal 1962 al 1995. Nel corso degli anni novanta è chiamata come commissario esterno al Teatro alla Scala per i concorsi pubblici dei cantanti lirici. È intensa anche l'attività ai corsi estivi e di perfezionamento in numerose città italiane. Fra i frequentatori delle sue lezioni di impostazione vocale figurano anche attori e cantanti di musica leggera, fra i quali Vittorio Mezzogiorno, Susanna Javicoli, Lou Colombo, Memi Haket e un Gianluca Grignani ancora quattordicenne.

## Premi e riconoscimenti
Viene insignita dal Sindaco Gabriele Albertini della Medaglia d'oro del Comune di Milano per la sua lunga attività didattica. Inoltre riceve la medaglia d'oro dall'Unione Corale La Spezia per la sua carriera di Direttore del Coro e la medaglia d'oro di Sant'Ermete di Forte dei Marmi-Viareggio per i corsi di perfezionamento vocale.

## Famiglia
Il 22 ottobre 1966 sposa a La Spezia il pittore e incisore olandese Bertus van Ellinkhuizen, da cui avrà due figli.